# Pont Charles-De Gaulle (Montréal)
Pour les articles homonymes, voir Pont Charles-de-Gaulle (homonymie).
Le pont Charles-De Gaulle est un pont routier qui relie Montréal (arrondissement Rivière-des-Prairies–Pointe-aux-Trembles) à Terrebonne, en enjambant la rivière des Prairies près de son point de confluence avec le fleuve Saint-Laurent. Il relie ainsi les régions administratives de Montréal et de Lanaudière.

## Situation et accès
Le pont est emprunté par l'autoroute 40. Il comporte six voies de circulation, soit trois dans chaque direction, lesquelles sont séparées par un muret central.

## Origine du nom
Il porte le nom de Charles de Gaulle (1890–1970), général, chef de la France libre et président de la République française de 1959 à 1969.

## Historique
Depuis sa réalisation en 1967, ce pont était connu sous le nom du « pont de Lachenaie » puisqu'il reliait Montréal à cette municipalité de sa couronne nord. Pour célébrer le quinzième anniversaire du décès de Charles de Gaulle, le gouvernement du Québec l'a renommé en son honneur le 5 septembre 1985.